# フェルディナン・ビュイソン
フェルディナン・エドゥアール・ビュイッソン、またはビュイソン（Ferdinand Édouard Buisson、1841年12月20日 - 1932年2月16日) はフランスの哲学者、教育学者、政治家。17年間にわたって公教育省の初等教育局長（1879-1896）を務め、とりわけ公教育相ジュール・フェリーが初等教育の無償化、義務化、非宗教化（ライシテ）を推し進めた1880年代の教育改革において法案の立案・執行の任にあたるほか、教育学の古典であり、かつ現在に至るまで高い評価を得ている『教育学・初等教育事典』を編纂した。ソルボンヌ大学教育学講座の初代教授を務めた後、急進派の議員となり、1905年の政教分離法（ライシテ法）の制定にあたり検討委員会の委員長を務めた。また、教育同盟の会長（1902-1906）、人権連盟の会長 (1913-1926) を歴任し、第一次世界大戦後は独仏融和のために尽力。その功績により、1927年にドイツの政治家・平和運動家ルートヴィッヒ・クヴィデと共にノーベル平和賞を受けた。

## 思想・業績

### プロテスタンティズム
フェルディナン・ビュイッソンは1841年12月20日、パリでピエール・ビュイッソン（Pierre Buisson）とアデル・オレリー・ド・リボークール（Adèle Aurélie de Ribeaucourt）の間に生まれた。敬虔なプロテスタントの家庭で、父ピエールは弁護士、次いでサン＝テティエンヌ（ロワール県）裁判所の判事であったが、フェルディナンが16歳のときに死去したため、家庭教師などをして家計を支えながら学業を続けた。リセ・コンドルセを卒業した後、高等師範学校の一次試験に合格したものの、健康状態を理由に（あるいは彼の信条を理由に）入学を許可されなかった。1862年に文学の学士号を取得し、1868年に哲学のアグレガシオン（大学教員資格）を取得した。

### スイス亡命
だが、当時（第二帝政下）、フランスで教育職に就く際には皇帝（ナポレオン3世）への忠誠を宣誓する必要があったが共和派の彼はこれを拒否したため教職の道を閉ざされ、さらに、既に自由主義的プロテスタントとしての方向性を固めていたために正統派にも改革派にも容れられず、スイスに亡命した。これは、1851年のルイ＝ナポレオンのクーデターによって追放されてベルギーに亡命し、当時スイスに住んでいた元コレージュ・ド・フランスの教授で歴史学者・哲学者のエドガール・キネ（1803-1875）らの勧めによるものであり、スイスでアカデミー・ド・ヌーシャテルの教授に就任した。ヌーシャテルでは「義務的な教義も、奇蹟も、不謬の書物も、祭司の権威もない自由な教会」の設立を目指す自由主義キリスト教連盟を結成。さらに、前年にジュネーヴで創設された平和運動団体「平和と自由の国際連盟」に参加し、1869年にローザンヌで開催された同連盟の大会で自由主義キリスト教に関する講演を行った。

### 第三共和政、帰国、初等教育視学官
1870年にフランスに第三共和政が成立すると早速帰国し、社会活動に参加。とりわけパリ17区に設立された最初のライック（非宗教的）な孤児院の運営に携わった。1871年、アドルフ・ティエール政権下で公教育相を務めたジュール・シモンにより初等教育視学官に任命された。なお、この決定は、オルレアン大司教フェリックス・デュパンルーの猛反対に遭った。初等教育視学官として1873年にはウィーン万国博覧会に、1876年にはフィラデルフィア万国博覧会に派遣され、学校博覧会を視察。視察報告書で万国博覧会参加各国の初等教育に関する実態や教育方法を紹介した。

### 初等教育局長 ― ジュール・フェリー法の立案・執行
1879年、公教育相ジュール・フェリーにより初等教育局長に任命され、以後1896年まで17年間の長きにわたってフランスの教育改革に貢献することになった。とりわけ1880年代はフランスの初等教育制度の根幹をなす無償、義務、非宗教性（ライシテ）の三原則が確立された時代であり、共和派・反教権派がカトリック勢力との対立・駆け引きを通じて粘り強く改革を推し進め、1881年6月16日の法律により初等教育の無償制、1882年3月18日の法律により初等教育の義務制および公教育の非宗教性が確立した。さらに女性の教育に関する法律も制定された。これらは併せてジュール・フェリー法と呼ばれるが、これを補う形で1886年10月30日には公立学校の教師の非宗教性の保障するゴブレ法が成立した。この間、ビュイッソンはジュール・フェリー法に関する「すべての法案、すべての法規、すべての通達」を作成し、1887年には同法の執行の一環として、後の教育に大きな影響を与えることになった『教育学・初等教育事典』を編纂した。併せて、教育、学校教育法、教育行政に関する書籍や古典作品、教材などを所蔵する『教育博物館』を設立し、この博物館の機関誌『教育誌』を創刊。フェリックス・ペコー牧師と共に1880年、女子師範学校の教員養成のためにフォントネー＝オー＝ローズに女子高等師範学校、同様に1882年に男子師範学校の教員養成のためにサン=クルーに男子高等師範学校を創設するなどの重要な役割を担った。フェリックス・ペコーもビュイッソンと同様に自由主義的プロテスタントであり、実際、ジュール・フェリーの教育改革において中核的な役割を担ったのは、ビュイッソン、ペコー、ジュール・スティーグらのプロテスタントであった。

### ビュイッソンのライックな信仰
彼ら共和派は公教育から宗教の影響を排除することによってこそ、各人の信教あるいは良心の自由が確保されると考えたが、カトリック側は「宗教なくして道徳なし」として共和派の「神なき学校」を批判。これに対してビュイッソンは、宗教的道徳教育ではなくライックな道徳教育、「ライックな信仰」を提唱した。「ライックな信仰」は撞着語法的であるが、彼は「宗教の肉体」と「宗教の魂」とを区別し、教会の諸制度や位階制、教義、教団、儀式などの外面的な形式の部分である「宗教の肉体」は非本質的であり、こうした非本質的な部分を削ぎ落とし、「宗教の魂」としての本質的な部分を抽出しようとしたのである。さらにこうした観点から、初等教育から「宗教史」を排し、「人類史」(人間史、ヒューマニティの歴史) を教えるべきであるとし、人間知性の最も自然で自発的な行為である直感に基づいた教育（直観教育）により、自分で考えるという活動的な道徳教育が可能であると考えた。
1896年、ソルボンヌ大学教育学講座の初代教授に就任（後任はエミール・デュルケーム）。1902年から1906年まで教育同盟の会長を務めた。

### ビュイッソン＝ブリアン委員会 ― 政教分離法 (ライシテ法) 制定
1894年に起きたドレフュス事件は上記の教権派（カトリック勢力）と共和派の対立と結びつく大問題となった。ビュイッソンらドレフュス擁護派は1898年に人権連盟を結成し、政教分離支持・反教権主義の立場を表明した（ビュイッソンはこの後1914年から1926年まで人権同盟の会長を務めた）。1899年に急進派の支持を受けたピエール・ワルデック＝ルソー内閣が成立。1901年7月1日のワルデック＝ルソー法（結社法）第13条により修道会は認可制となった。1902年の選挙でも左派の社会党・急進党が勝利。ビュイッソンは急進社会党から国会議員に選出され、以後1914年まで、次いで1919年から1924年まで政治家として活躍した。同年、首相に就任した同じ急進社会党のエミール・コンブは約3千の無認可の修道会系学校を次々と閉鎖に追い込み、約2万人の修道会員、54の修道会がフランスから追放された。ビュイッソンはこうした状況について「人間および市民の権利宣言の文言や精神を傷つけることはできない」とし、「修道会の教育の自由を否定する、修道会を国家の監督下に置くことを正当化する、修道士は団体の特権に基づいて教員になってはならない」と発言した。1904年7月29日、フランスとローマ教皇庁との国交断絶。政教分離法（ライシテ法）制定のために33人から成る検討委員会が結成された。ビュイッソンが委員長、アリスティード・ブリアン（同じく急進社会党員で1909年首相就任、以後度々再任）が報告者を務めたこの委員会はビュイッソン＝ブリアン委員会と呼ばれる。法案はいったん1904年11月に上程されたが、コンブ内閣はアンドレ陸相による軍部内非カトリック化の行き過ぎが非難されて1905年1月に総辞職。3月に後任のモーリス・ルーヴィエ内閣において再度上程され、12月9日に政教分離法が成立した。これにより、ナポレオン1世とローマ教皇の間で結ばれた1801年のコンコルダ（政教協約）は破棄され、16世紀以来続いてきたガリカニスム体制も最終的に解体された。

### 平和運動家として
第一次世界大戦後、ビュイッソンは平和運動家として国際連盟の発足を支持し、特に1923年のルール占領（フランスおよびベルギーが、ドイツのルール地方に進駐し、占領した事件）後はベルリンでドイツ人平和運動家らに会ってパリに招き、活動を共にするなど独仏融和に尽力した。こうした功績及びそれまでの平和活動や慈善事業の功績により、1927年にドイツの政治家・平和運動家ルートヴィッヒ・クヴィデと共にノーベル平和賞を受けた。また、1924年にはレジオンドヌール勲章グラントフィシエを受けた。

### 近年の評価
ビュイッソンの「ライックな信仰」、「ライックな道徳教育」およびより広義にライシテに関する思想は、現代フランスにおけるライシテ論争でも取り上げられ、たとえばライシテに関する歴史・社会学者のジャン・ボベロは、「19世紀末のフランスでライシテが確立されたとき、ライックな公立校を創設する企てにおいて第一線で活躍した哲学者フェルディナン・ビュイッソンは、ライシテを『すべての宗派に対して中立的で、すべての聖職者から独立し、いかなる神学的な概念にも依拠しない国家』と定義した。その目的は、信仰の区別なく『すべてのフランス人の法の前の平等』を保障すること、『すべての宗派の自由』を確固たるものにすることであった」として、ビュイッソンの定義をライシテの原点に位置づけたうえで、ここ30年ほどの間に起こった「ライシテの右傾化」を批判している。
フランソワ・オランド政権下で国民教育相を務めた哲学者（モーリス・メルロー＝ポンティ研究の専門家）・政治家（社会党所属）のヴァンサン・ペイヨンは2013年に「ライシテ憲章」を作成したことでも知られるが、2010年に『共和国のための宗教 ― フェルディナン・ビュイッソンのライックな信仰』と題する著書を発表し、ライシテは近年の教権的・政治的宗教の台頭との関連において新たな宗教戦争の原因になりかねないと言われるが、プロテスタンティズムから社会主義・共和主義に至るビュイッソンの道のりは同時にまた人類史（人間史、ヒューマニティの歴史）を築こうとする意志の表れであり、こうした新たな信仰、すなわち「ライックな信仰」に反宗教的ではないライシテのあり方を見出している。
これまでビュイッソン研究はその宗教思想の研究が主流であったが、尾上雅信は著書『フェルディナン・ビュイッソンの教育思想 ― 第三共和政初期教育改革史研究の一環として』(2007) において彼の教育思想とその形成過程について論述し、これにより、第三共和制期教育改革を（従来の政治史・社会史または現代社会学のアプローチでは見落とされがちであった）教育学の立場から読み解き、その思想構造の解明を試みている。

## 著書
- L’orthodoxie et l’Évangile dans l’Église reformée (改革派教会における正統派と福音主義), Dentu, 1864
- Le Christianisme libéral (自由主義キリスト教), Cherbuliez, 1865
- De l'enseignement de l'histoire sainte dans les écoles primaires (小学校における宗教史の教育について), 1869
- Manifeste du christianisme libéral (自由主義キリスト教宣言), Cherbuliez, 1869
- Principes du christianisme libéral. Résumé des conférences données à Neuchâtel (自由主義キリスト教の原則) --- ヌーシャテルで行われた講演の要旨, Cherbuliez, 1869
- Conférence sur l'enseignement intuitif (直観教育に関する講演) --- 1878年パリ万国博覧会で代表教員に対して行われた講演 (1878年8月31日)
- Dictionnaire de pédagogie et d'instruction primaire (教育学・初等教育事典), Hachette, 1887
- Sébastien Castellion, sa vie, son œuvre (セバスティアン・カステリヨン ― その人生と作品), Hachette, 1892, 2 巻
- La Religion, la morale et la science : leur conflit dans l'éducation contemporaine - Quatre conférences faites à l'aula de l'université de Genève, (Avril 1900) (宗教、道徳及び科学 ― 現代教育におけるその対立 --- 1900年4月にジュネーヴ大学大講堂で行われた4回の講演録), Fischbacher, 1900
- Libre-pensée et protestantisme libéral (自由思想と自由主義的プロテスタンティズム) --- シャルル・ヴァグネルとの共著, Fischbacher, 1903
- La politique radicale : étude sur les doctrines du parti radical et radical-socialiste (急進政策 ― 急進・急進社会党の政策に関する研究), V. Giard & E. Brière, 1908
- Nouveau dictionnaire de pédagogie et d'instruction primaire (新教育学・初等教育事典), Hachette, 1911
- Le Vote des femmes (女性の投票), H. Dunod et E. Pinat, 1911
- La foi laïque. Extraits de discours et d’écrits (1878-1911) (ライックな信仰 ― 講演及び著書の抜粋) (レイモン・ポアンカレによる序文), Hachette, 1912
- L'École et la nation en France (フランスにおける学校と国民国家), L'Année pédagogique (教育年) の抜粋, 1913
- L'avenir du sentiment religieux (宗教感情の将来) (『道徳教育のための自由思想家・自由信者連盟紀要』1914), Fischbacher, 1923
- Souvenirs (1866-1916) (回想録), Fischbacher, 1916
- Le Fonds religieux de la morale laïque (ライックな道徳の宗教的基盤), Fischbacher, 1917
- Leçons de morale à l’usage de l’enseignement primaire (初等教育向け道徳的教訓), Hachette, 1926
- Condorcet (コンドルセ), Félix Alcan, 1929
- Sommes-nous tous des libres croyants ? Libre pensée et protestantisme libéral (我々はみな自由信者か ― 自由思想と自由主義的プロテスタンティズム) --- シャルル・ヴァグネルとの共著, Le foyer de l'âme/Église réformée de la Bastille, 1992
- Éducation et République (教育と共和国), Kimé, 2003